# Vaccinium vacciniaceum
Vaccinium vacciniaceum là một loài thực vật có hoa trong họ Thạch nam. Loài này được (Roxb.) Sleumer miêu tả khoa học đầu tiên năm 1941.